# Ла Тринидад, Реал де ла Тринидад (Јекора)
Ла Тринидад, Реал де ла Тринидад (шп. La Trinidad, Real de la Trinidad) насеље је у Мексику у савезној држави Сонора у општини Јекора. Насеље се налази на надморској висини од 1252 м.

## Становништво
Према подацима из 2010. године у насељу су живела 2 становника.

### Хронологија
| Година       | 2000      | 2005       | 2010 |
| ------------ | --------- | ---------- | ---- |
| Становништво | 8 (5 / 3) | 12 (5 / 7) | 2    |

### Попис
| # | Индикатор                     | Вредност |
| - | ----------------------------- | -------- |
| 1 | Укупно домаћинстава           | 1        |
| 2 | Укупно насељених домаћинстава | 1        |
| 3 | Величина локације             | 1        |